# Поточек (Закарпатская область)
Поточек (укр. Поточок) — село в Горинчовской сельской общине Хустского района Закарпатской области Украины.
Население по переписи 2001 года составляло 876 человек. Почтовый индекс — 90427. Телефонный код — 3142. Код КОАТУУ — 2125385604.